# آکادمی حقوق بین‌الملل لاهه

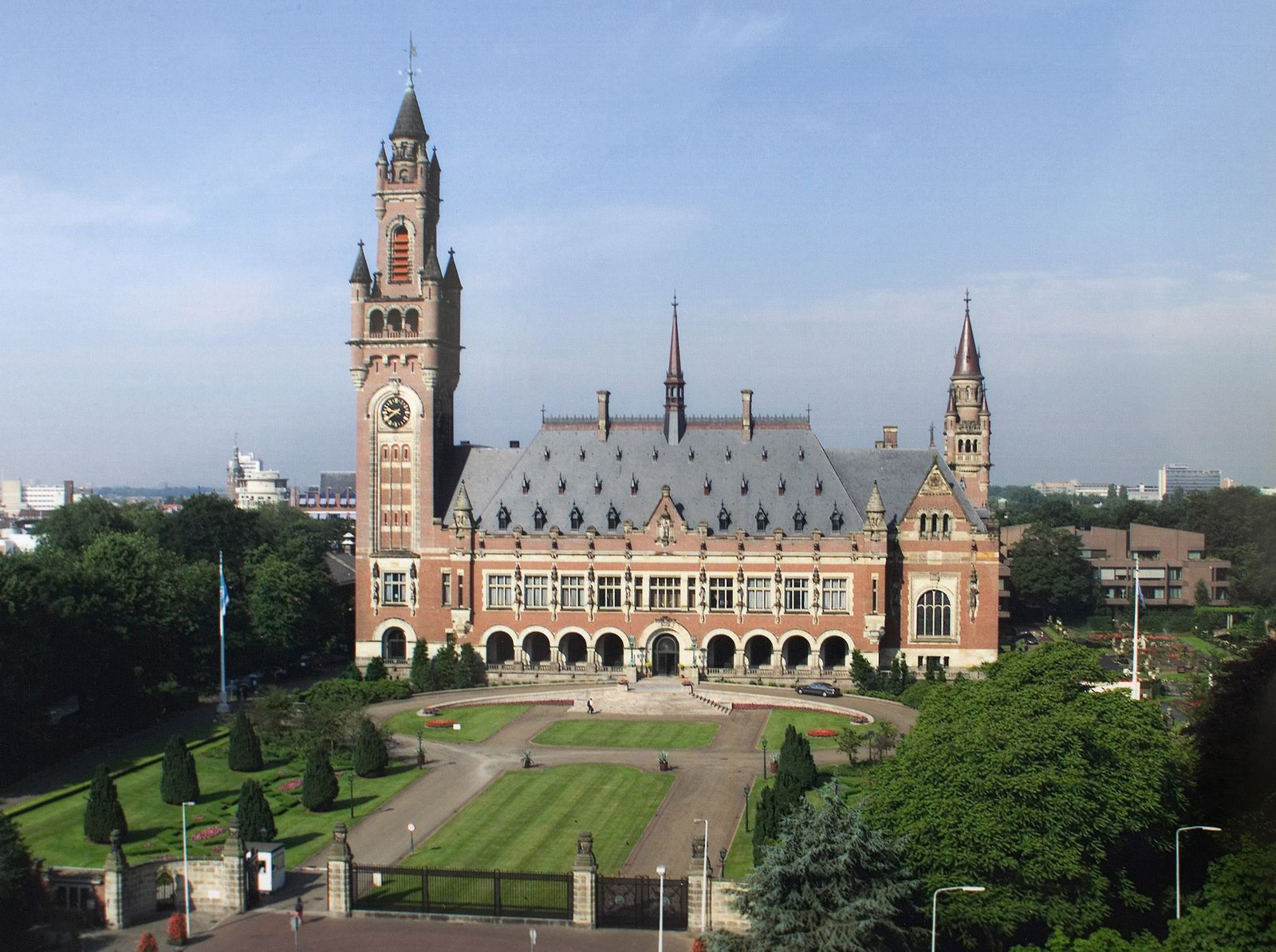
کاخ صلح که شامل آکادمی حقوق بین‌الملل لاهه است در مارس ۲۰۰۶

آکادمی حقوق بین‌الملل لاهه مرکزی برای آموزش سطح بالا در حقوق بین‌الملل عمومی و خصوصی است که در کاخ صلح در لاهه، هلند مستقر است. دوره‌ها به زبان انگلیسی و فرانسوی تدریس می‌شود و در کاخ صلح برگزار می‌شود. این آکادمی به دلیل برنامه دوره‌های تابستانی مشهور است. فارغ التحصیلان آکادمی و دانشکده‌های فعلی / سابق این آکادمی شامل روسای ایالت‌ها، وزرای امور خارجه، سفیران، ۱۲ قاضی دیوان بین‌المللی دادگستری، یک دبیرکل سابق سازمان ملل متحد و دو فرد دریافت کننده جایزه نوبل هستند.

## تاریخچه
آکادمی حقوق بین‌الملل لاهه از زمان تأسیس در سال ۱۹۲۳، مکان‌هایی را در کاخ صلح مورد استفاده قرار می‌دهد. در کنار ساختمان کاخ صلح، امکانات آکادمی شامل سالن آکادمی است که برای کنفرانس‌های بین‌المللی، کتابخانه کاخ صلح و همچنین مکان‌های اداری دیگری ساخته شده‌است. ساختمانهای جدید توسط دو معمار به نامهای مایکل ویلفورد و مانوئل شوپپ طراحی و ساخته شده‌اند. در کنار آکادمی حقوق بین‌الملل لاهه، کاخ صلح دارای بالاترین نهادهای قضایی مانند دیوان بین‌المللی دادگستری و دفتر دادگاه داوری است. ایده ایجاد آکادمی حقوق بین‌الملل در کنفرانس لاهه در سال ۱۹۰۷ مورد توافق قرار گرفت. دولت هلند این ایده را پذیرفت و انجمن حقوق بین‌الملل نیز به نوبه خود آن را بررسی کرد.
وکیل هلندی توبیاس آسر طرحی را ارائه داد که کم و بیش چیزی را که قرار بود در آکادمی ایجاد شود، پیش‌بینی کند. آسر در سال ۱۹۱۱ جایزه صلح نوبل را دریافت کرد و بخشی از این جایزه را به آکادمی اهدا کرد.
افتتاح آکادمی برای اکتبر سال ۱۹۱۴ برنامه‌ریزی شده بود. اما جنگ جهانی اول آغاز شد و مقدمات تا سال ۱۹۲۱ از سر گرفته نمی‌شد. هنگامی که دوره‌های تابستانی در ۱۴ ژوئیه سال ۱۹۲۳ آغاز شد، در کاخ صلح در لاهه، ۳۵۳ دانش آموز با منشأ ۳۱ کشور شرکت کردند که ۳۵ نفر آنها زن بودند.
امروزه این آکادمی با هدف مطالعات علمی بیشتر و پیشرفته در مورد جنبه‌های حقوقی روابط بین‌الملل، مرکز تحقیق و تدریس در حقوق بین‌الملل عمومی و خصوصی است. مجمع عمومی سازمان ملل مرتباً به «سهم ارزشمندی» که آکادمی «به برنامه کمک سازمان ملل در آموزش، مطالعه ، انتشار و قدردانی گسترده‌تر از حقوق بین‌الملل» ارائه می‌دهد، اشاره می‌کند. جایزه‌های صلح اهدا شده عبارتند از: جایزه صلح فلیکس هوفویت-بوینی (۱۹۹۲)، از ریو برانکو، برزیل (۱۹۹۹)، و مدال از مؤسسه سلطنتی مطالعات اروپا، اسپانیا (۲۰۰۰). این آکادمی بین سالهای ۱۹۱۵ تا ۱۹۵۶ ۳۴ بار نامزد دریافت جایزه صلح نوبل شده‌است. این آکادمی بخشی از ائتلاف دانشگاهی لاهه است.

## ساختار آکادمی
فعالیت‌ها و سیاست‌های دانشگاهی توسط آکادمی‌ها توسط دوره آموزشی مشخص می‌شود. این عضو از ملیت‌های مختلف است، که در دنیای دانشگاهی یا دیپلماتیک مشهور هستند. در میان روسا روبرتو آگو، نیکلاس والتریکوس و بوترس بوترس قالی نیز حضور داشته‌اند.

## شورای اداری
شورای اداری مسئولیت جنبه‌های مالی عملکرد آکادمی را بر عهده دارد. این یک هیئت هلندی است که اعضای آن دارای ملیت هلندی است و رئیس وی همیشه شخصیت برجسته ای است شورای اداری روابط نزدیکی با بنیاد کارنگی هلندی دارد که کاخ صلح را در اختیار دارد و اداره می‌کند.

## برنامه‌ها
دوره‌های تابستانی آکادمی در ماه ژوئیه (حقوق بین‌الملل عمومی) و اوت (حقوق بین‌الملل خصوصی) برگزار می‌شود. هر جلسه سه هفته طول می‌کشد. آکادمی یک دانشگاه نیست: دارای کادر آموزشی دائمی نیست، اما هیئت علمی آن، آزادانه از دانشگاهیان، دست‌اندرکاران، دیپلمات‌ها و سایر شخصیت‌های سراسر دنیا که آنها را واجد شرایط برای ارائه دوره‌ها می‌نامد، فرا می‌خواند. این دوره‌ها در قالب یک سری سخنرانی، در مورد موضوعات عمومی یا ویژه ارائه می‌شود. در اصل، دوره‌ها سپس در دوره‌های گردآوری شده آکادمی حقوق بین‌الملل منتشر می‌شود، که هم‌اکنون بیش از ۳۶۰ جلد کتاب اجرا می‌شود و مطمئناً از مهمترین انتشارات دائرةالمعارف در مورد حقوق بین‌الملل خصوصی و عمومی است.
برنامه تابستان به دانشجویان و دست‌اندرکاران پیشرفته که به دنبال درک عمیق‌تر از قوانین بین‌المللی، عمومی یا خصوصی هستند، هدایت می‌شود. دوره‌های تابستانی برای داوطلبانی که حداقل چهار سال از تحصیل در دانشگاه به اتمام رسیده‌اند، شامل موضوعات حقوق بین‌الملل است، کلیه داوطلبان باید بر یکی از دو زبان کار (فرانسوی یا انگلیسی) تسلط داشته باشند. یک برنامه بورس تحصیلی مبتنی بر شایستگی، تقریباً ۲۰٪ از دانشجویان را می‌توانند از منابع مالی دولتی و خصوصی کمک بگیرند. هر ساله، شرکت کنندگان نماینده بین ۸۰ تا ۱۰۰ ملیت شرکت می‌کنند.

## مرکز مطالعات و تحقیقات در حقوق بین‌الملل و روابط بین‌الملل
از سال ۱۹۵۷، مرکز تحقیقات، به مدت سه هفته از اواسط اوت، برای افرادی که تحقیق سطح بالایی را انجام می‌دهند، تحت هدایت اساتیدی که در موضوع خاص مورد مطالعه بسیار دارای مهارت هستند، کار می‌کنند. بین ۲۰ تا ۲۴ شرکت کننده وجود دارد، نیمی در بخش انگلیسی زبان و نیمی در بخش فرانسوی زبان.
مباحث:
- ۲۰۱۰: مهاجرت بین‌المللی
- ۲۰۱۱: راه حل اقدامات سازمان‌های بین‌المللی
- ۲۰۱۲: اعمال جنایی در دریا
- ۲۰۱۳: پیامدهای حقوقی بحران‌های مالی جهانی

## کتابشناسی - فهرست کتب
رنه-ژان دوپوی: Académie de droit international de La Haye: Livre jubilaire (1923-1923). AW Sijthoff، لیدن ۱۹۷۳
رابرت کلب: Les Course généraux de droit بین‌المللی عمومی de l'Académie de La Haye. Bruylant، بروکسل، ۲۰۰۳.